# Madbox Linux
Madbox Linux – belgijska dystrybucja Linuksa oparta na Ubuntu z menedżerem okien Openbox.